# Tomás Bretón y Hernández
Tomás Bretón y Hernández (Salamanca, 29 de desembre de 1850 - Madrid, 2 de desembre de 1923) va ser un compositor i violinista espanyol. Era pare del també compositor Abelardo Bretón Matheu.
Va realitzar els seus primers estudis musicals en l'Escola de Nobles i Belles Arts de Sant Eloi en la seua ciutat natal, on es va guanyar la vida tocant en petites orquestres locals, teatres i esglésies. Al 1865 el mestre Lluis Cepeda, director del Teatro Variedades de Madrid va arribar a Salamanca amb una companyia de Zarzuela, i al descobrir les aptituds dels jove músic va aconsellar a la seva família que es mudessin a Madrid per tal de prosseguir els seus estudis al Real Conservatorio de Madrid, i així doncs als 16 anys es va traslladar a Madrid, on va tocar en l'orquestra de Barbieri i va continuar el seu aprenentatge en el Real Conservatori sota el mestratge d'Emilio Arrieta.
Quan el Teatro Variedades es va clausurar degut a una epidèmia, es va veure forçat a tocar en el Cafè del Vapor, i seguidament al fos del Teatre de la Zarzuela.
Va ser admès com a violí segon en el Sociedad de Conciertos, recentment fundada al 1866, tot i que va tenir que deixar aquesta plaça per les seves noves obligacions com a director i concertino de la orquestra del Circo Pride, on va compondre numerosos vals com a acompanyament dels exercisis acrobàtics, dels quals es conserven les transcripcions per a piano de Rajar y Samjó (1872) i Las estrelles volantes (1874).
Més tard, protegit per Alfons XII i els comtes de Morphy, va ser becat per a estudiar a Roma, Milà, Viena i París. La seua estada a Roma el va marcar positivament, i va tractar d'incorporar a la música espanyola les grans formes europees.
De tornada a Madrid va ocupar la càtedra de composició del Real Conservatori, on va tenir entre altres alumnes a Julio Gómez García, i en Vicente Arregui Garay i després la direcció d'aquest. L'any 1872 va rebre, junt amb Chapí, el primer premi del Conservatori, i després d'això va fundar la Unió Artística Musical, al 1878, que tenia com a objectiu ser una alternativa a la Sociedad de Concierto., Aquesta organització va néixer l’estiu del 1877 per part del empresari Felipe Ducazal, qui no va arribar a un acord amb la Sociedad de Conciertos per actuar en el Jardines de Buen Retiro, durant el primer any de la va ser dirigida per el francés Olivier Metra, tot i que en el transcurs d’un any aquesta posició seria de Tomás Bretón.
Les seves primeres composicions foren Cuarteto en Sol Mayor (1866), Sinfonía en La Mayor – de la qual s’ha conservat una reducció per a violí i piano – i la Sinfonia a grande orquesta “La necesidad” (1867), apart d’un Concertante per a veus i orquestra dels exercisis per al premi final de Composició.
En quan va finalitzar els estudis va compon la seva obra més ambiciosa, la Sinfonía nº1 en Fa mayor, en quatre moviments, dedicada en 1872 al seu mestre Arrieta, la qual va trigar dos anys en ser estrenada per la Sociedad de Conciertos.. Seguint l'exemple de Barbieri, hi va treballar, amb èxit, per tal d'aconseguir estrenar obres estrangeres i espanyoles. Va morir a Madrid el 2 de desembre de 1923.
Durant tota la seua vida junt amb Joan Gamisans Arabí, va treballar durament en defensa d'una òpera autòctona original que poguera impulsar els compositors espanyols en aquest terreny. Desafortunadament el seu projecte no va reeixir, a conseqüència la manca d'un corrent unitari, de l'existència d'esforços incoherents i esbiaixats i d'una reiterada falta d'interès del públic.
En l'intent de crear una òpera espanyola va escriure obres líriques encomiables, que van ser criticades, curiosament, per la carència de caràcter espanyol, per no desfer-se dels models d'òpera italiana que imperaven en l'època i per recordar vagament a Wagner. El 1889 va estrenar Los amantes de Teruel amb un èxit notable tant al Teatro Real de Madrid com al Liceu de Barcelona. També tingué molt èxit la seva següent òpera, Garín, estrenada el 1892. Tot i això també hi havia una important nombre de detractors de Breton que el veien com un compositor afavorit per la família reial.
Va compondre nombroses sarsueles i òperes. La seua obra La verbena de la Paloma, estrenada el 1864 a Madrid, es considera com un dels models clàssics del género chico i un retrat musical sense comparació del Madrid de finals del segle xix.
Es va jubilar el 1921 i va patir una depressió fins a la seva mort el 1923 a Madrid.

## Obres (llista no exhaustiva)Los dos caminos, sarsuela en 1 acte estrenada en1874ambllibretde Calixto Navarro.
- El viaje de Europa, òpera en 2 actes (1874) amb llibret de Feliu i Codina.
- El alma en un hilo, sarsuela en 2 actes (1874) amb llibret de Pedro Ponce i Juan Carranza.
- El bautizo de Pepín sarsuela (1874), en col·laboració amb el mestre Arche.
- Dos leones, sarsuela en 2 actes en col·laboració amb Manuel Nieto), estrenada en el Teatro Romea de Madrid, el 30 de novembre de 1874; text de Salvador María Granés i Calixt Navarro.
- María (1875), sarsuela en 2 actes amb llibret de Navarro.
- El 93 (1875), sarsuela en 1 acte amb llibret de Navarro.
- El inválido (1875), sarsuela en 1 acte amb llibret de Navarro.
- Un chaparrón de maridos, sarsuela en 1 acte (1875) amb llibret de Rafael Maria Liern i Anselmo Pila.
- El barberillo de Orán, òpera en 3 actes, llibret de Rafael Maria Liern.
- Por un cantar (1875), sainet còmic líric en 1 acte, llibret d'Alejandro Vidal y Díaz.
- El capitán Mendoza (1876), sarsuela en 2 actes amb llibret de Luis de Olona y Gaeta.
- Guzmán el Bueno, òpera en 1 acte estrenada en el Teatro Apolo (1877) amb llibret d'Antonio Arnao.
- Huyendo de ellas (1877), òpera en 2 actes.
- Novio, padre y suegro (1877), sarsuela en 2 actes, llibret d'Augusto E. Madan y García.
- Cuidado con los estudiantes! (1877), sarsuela en 1 acte, llibret d'Augusto E. Madan y García.
- Estudiantes y alguaciles (1877), sarsuela en 1 acte, llibret d'Augusto E. Madan y García.
- Contar con la huéspeda o Locuras madrileñas, (1977), sarsuela en 1 acte, llibret de Luis Pérez.
- Bonito país (1877), sarsuela en col·laboració amb Federico Chueca i Joaquín Valverde Durán.
- El campanero de Begoña, sarsuela en 3 actes (1878) amb llibret de Mariano Pina Domínguez.
- Corona contra Corona (1879), sarsuela en 3 actes, llibret de Navarro.
- Las señoritas de Conil (1880), "pasillo cómico lírico" en 1 acte, llibret de R. Palomino de Guzmán.
- Los amores de un príncipe (1881), sarsuela en 3 actes, llibret de José Sala i Ramiro Sirgue.
- Vista y sentencia (1886), sarsuela bufa en 1 acte, llibret de Navarro y Granés.
- El grito en el cielo (1886), òpera en 1 acte, llibret de Navarro.
- Bal masqué (1888), òpera en 1 acte, llibret de Strauss i Bretón.
- Los amantes de Teruel, òpera en 4 actes estrenada a Madrid el 12 de febrer de 1889, sobre un llibret escrit pel mateix Tomás Bretón basant-se en l'obra original de Juan Eugenio Hartzenbusch.
- El caballo del señorito (1890), sarsuela en 1 acte, llibret de Ricardo de la Vega.
- Garín òpera, estrenada el 14 de maig de 1892 al Gran Teatre del Liceu.
- La verbena de la Paloma, sainet líric en 1 acte, és potser la seua obra més famosa, va ser estrenada el 17 de febrer de 1894; el llibret és de De la Vega..
- El domingo de Ramos (1894), sarsuela en 1 acte, llibret de Miguel Echegaray.
- La Dolores, òpera estrenada el 16 de març de 1895 en el Teatro de la Zarzuela amb llibret de Josep Feliu i Codina.
- Al fin se casa la Nieves (1895), sarsuela en 1 acte, llibret de De la Vega.
- Botín de guerra (1896), sarsuela en 1 acte, llibret d'Eusebio Sierra.
- El guardia de corps (1897), sarsuela en 1 acte, llibret de Mariano Vela i Carlos Servet Fortunyo
- El puente del diablo (1898), sarsuela en 1 acte, llibret de Mariano Vela i Carlos Servet Fortunyo
- El reloj de cuco (1898), sarsuela en 1 acte, llibret de Manuel de Labra i Enrique Ayuso.
- El clavel rojo (1899), sarsuela en 3 actes, llibret de Guillermo Perrín i Miguel de Palacios.
- La cariñosa (1899), sarsuela en 1 acte, llibret de José Jackson Veyán.
- Covadonga (1900), òpera en 3 actes, llibret de Marcos Zapata i Eusebio Sierra.
- La bien plantá (1902-1904), sarsuela en 1 acte, llibret de Vela i Servet.
- El ojo del amo (1901).
- La paz del campo (1906), sarsuela-sainet en 1 acte, llibret d'Enrique Vega.
- El certamen de Cremona (1906), comèdia musical en 1 acte, llibret de Carlos Fernández Shaw, basat en una obra de Coppée.
- El sueño de Regina (1906), òpera en 1 acte, llibret de Manuel Linares Rivas.
- Felicidad (1907), òpera en 1 acte, llibret de Justo Huete.
- Ya se van los quintos, madre (1908), sarsuela en 1 acte, llibret d'Alfonso B. Alfaro.
- La generosa (1909), sarsuela en 1 acte, llibret de Gabriel Merino.
- Piel de oso (1909), sarsuela en 1 acte, llibret de José Luis Barbadillo i A. Custodio.
- Concert per violí i orquestra en La Major, "A la memòria de Pablo de Sarasate" (1909); orquestrat per Robelio Groba
- Al alcance de la mano (1911), òpera en 1 acte, llibret de Jorge i José de la Cueva.
- Les percheleras (1911), sarsuela en 1 acte, llibret de Mihura i González del Toro.
- Tabaré, òpera en 3 actes estrenada a Buenos Aires en 1913 basada en l'epopeia del poeta uruguaià Juan Zorrilla de San Martín.
- Las cortes de amor o El trovador Lisardo (1914), opereta en 3 actes, llibret de Jacinto Soriano.
- El señor Gil (1914), òpera en 3 actes, llibret de Tomás Luceño.
- Los húsares del Zar (1914), sarsuela en 1 acte, llibret de R. Campo, Avilés Meana i Carlos Rufart Camps.
- La guitarra del amor (1914), fantasia musical en 1 acte, llibret de Perrín i de De Palacios.
- Fraile fingido (1919), òpera en 1 acte, llibret de Luceño.